# Герб Відня
Герб Відня — офіційний геральдичний символ міста Відень.

## Опис та символізм
Герб Відня є геральдичним щитом традиційної англійської форми, основне поле якого забарвлено червоним. У центрі щита розміщено зображення срібного кольору хреста, промені якого сягають країв щита. Хрест оточений тонкою срібною каймою. Щит розміщено на грудях сильно стилізованого зображення некоронованого одноголового орла з розкинутими крилами. Сам орел — чорного кольору, лапи і дзьоб — золотого.
Червоний та білий (срібний) кольори були родовими кольорами Габсбургів й нині є кольорами державного прапора.
Орел належить до однієї з найпоширеніших геральдичних емблем з часів Римської імперії і також є частиною герба Австрії та означає владу, шляхетність і справедливе правління.
Вважається, що червоний колір уособлює пролиту в боротьбі за незалежність Австрійської Республіки кров патріотів; білий символізує волю народу і скидання монархії. Окрім того, існує версія, що білий колір символізує річку Дунай, що перетинає Австрію із заходу на схід (протікає Віднем). Подібне червоно-біле сполучення з'явилось в Австрії ще за доби Середньовіччя.